# Quebrada de Llanganuco
La Quebrada de Llanganuco ou Quebrada Llanganuco (du quechua Llankanuku, signifiant « intérieur verdoyant ») est une gorge de haute montagne d'origine glaciaire située dans le cordillère Blanche, à l'intérieur des limites du parc national de Huascarán.
Elle est occupée par deux lagunes reliées entre elles : la laguna Orconcocha et la laguna Chinancocha, flanquées de grandes formations montagneuses que sont le Huascarán (6 768 m), le Huandoy (6 395 m), le Pisco (5 760 m), le Chacraraju (6 108 m), le Yanapaccha et le Chopicalqui (6 395 m). Elle est traversée par la route régionale Yungay-Yanama et par le sentier María Josefa.

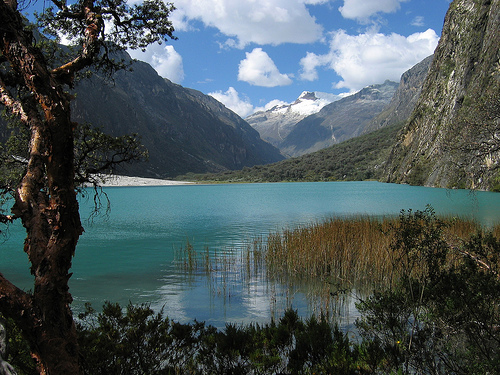
Vue du lac de Chinancocha.

### Sources et bibliographie
- (es) Gonzalo Bulnes, Guerra del Pacífico, vol. 3 : Ocupación del Perú - La Paz, Valparaíso, Sociedad Imprenta y Litografía Universo, 1919, 624 p., PDF (lire en ligne)
- (en) Brad Johnson, Classic climbs of the Cordillera Blanca Perú, Ridgway, 2009 (1re éd. 2003) (ISBN 978-0-9758606-1-8), p. 86-87